# Neocaudites
Neocaudites is een geslacht van kreeftachtigen uit de klasse van de Ostracoda (mosselkreeftjes).

## Soorten
- Neocaudites atlanticus Cronin, 1979 †
- Neocaudites henryhowei (Mckenzie & Swain, 1967) Valentine, 1976
- Neocaudites lindersae Witte, 1993
- Neocaudites lordi Dingle, 1993
- Neocaudites nevianii Puri, 1960
- Neocaudites nudicosta (Yassini, 1980) Bonaduce, Ruggieri, Russo & Bismuth, 1992 †
- Neocaudites osseus Dingle, 1993
- Neocaudites pacificus Allison & Holden, 1971
- Neocaudites planeforma Whatley, Moguilevsky, Toy, Chadwick & Ramos, 1997
- Neocaudites pulcher Teeter, 1975
- Neocaudites punctatus Hu, 1986 †
- Neocaudites rectangularis Omatsola, 1972
- Neocaudites scottae Teeter, 1975
- Neocaudites subimpressus (Edwards, 1944) Cronin, 1988 †
- Neocaudites subimpresus (Edwards, 1944)
- Neocaudites tuberculatus Omatsola, 1972
- Neocaudites variabilus Hazel, 1983 †